# Капашин, Валерий Петрович
Капа́шин Вале́рий Петро́вич (род. 26 сентября 1950, село Руновщина, Полтавский район, Полтавская область, Украинская ССР, СССР) — российский военачальник и государственный деятель, генерал-полковник (22.02.2009).

## Биография

### Детство
Окончил среднюю школу в 1967 году. Поступал в Харьковский государственный университет имени А. М. Горького, но не прошёл по конкурсу.

### Военная служба
В Советской армии с 1967 года. В 1971 году окончил Саратовское высшее военное инженерное училище химической защиты с отличием. Служил в Войсках радиационной, химической и биологической защиты командиром взвода, командиром учебной роты, командир отдельного батальона химической защиты. Воинские звания «старший лейтенант» и «капитан» получил досрочно.
В 1982 году окончил Военную академию химической защиты имени Маршала Советского Союза С. К. Тимошенко. С 1982 года — начальник штаба 28-го отдельного полка химической защиты Уральского военного округа (Златоуст), с 1983 года — командир этого полка. Во главе этого полка принимал участие в ликвидации последствий аварии на Чернобыльской АЭС, выполнял боевые задачи в зоне катастрофы в течение 6 месяцев. Был награждён орденом Красной Звезды, а полк — вымпелом Министра обороны СССР «За мужество».
С 1986 года — заместитель начальника химических войск Уральского военного округа, начальник штаба химических войск Южной группы войск (Венгрия), начальник химических войск Западного стратегического направления.
С 1991 года служил в Туркестанском военном округе начальником Государственного химического научно-испытательного института-полигона, который дислоцировался в г. Нукус на территории Республики Каракалпакстан. С июня 1993 года — начальник войск радиационной, химической и биологической защиты Дальневосточного военного округа. Генерал-майор (29.11.1993). С 1996 года — начальник управления ликвидации химического оружия Войск радиационной, химической и биологической защиты (РХБЗ) — заместитель начальника Войск радиационной, химической и биологической защиты. Отказался от предложения стать начальником войск химической защиты Министерства обороны Украины. Участвовал в ликвидации последствий Нефтегорского землетрясения 1995 года.

### Руководство ФУБХУХО России
С 29 апреля 2001 года — начальник Федерального управления по безопасному хранению и уничтожению химического оружия при Российском агентстве по боеприпасам (с 15.11.2006 года — при Федеральном агентстве по промышленности, с 23.11.2009 — при Министерстве промышленности и торговли Российской Федерации). Одновременно с октября 2001 по март 2004 года — член коллегии Российского агентства по боеприпасам. На этом посту возглавлял работу по безопасному уничтожению химического оружия в Российской Федерации в соответствии с принятыми на себя международными обязательствами государства. В его компетенцию входили также строительство и эксплуатация объектов по уничтожению химического оружия.
27 сентября 2017 года участвовал в церемонии уничтожения последнего химического боеприпаса в Российской Федерации на объекте «Кизнер», доложив о завершении ликвидации химического оружия Российской Федерации Президенту России В. В. Путину.
Крупный учёный в области химической науки оборонного и двойного назначения. Автор более 100 научных трудов, обладатель 8 патентов на изобретения. Доктор технических наук (2001), профессор (2007). Член-корреспондент Российской академии естественных наук (2006), член Всемирной академии наук комплексной безопасности (2005), член-корреспондент Российской инженерной академии (1999).
Избирался депутатом Златоустовского городского Совета народных депутатов Челябинской области (1985—1989), депутатом Верховного Совета Республики Каракалпакстан (1993—1996)[уточнить].

## Награды и почётные звания
- орден «За заслуги перед Отечеством» III степени (11 марта 2016) — за заслуги в укреплении обороноспособности страны и высокие личные показатели в служебной деятельности, проявленные при проведении работ по химическому разоружению[6]
- орден «За заслуги перед Отечеством» IV степени (18 ноября 2010) — за заслуги в укреплении обороноспособности страны и высокие личные показатели в служебной деятельности[7]
- орден «За военные заслуги» (2004)
- орден Почёта (2001)
- орден Красной Звезды (1986)
- орден «За службу Родине в Вооружённых Силах СССР» III степени (1985)
- медаль ордена «За заслуги перед Отечеством» II степени (1996)
- дважды лауреат Премии Правительства Российской Федерации в области науки и техники (2007, 2013)
- Почётная грамота Правительства Российской Федерации (2010)[8]
- Почётная грамота Совета Федерации Федерального Собрания Российской Федерации (2006)
- «Почетный работник отрасли боеприпасов и спецхимии» (2004)[9]
- «Почётный химик» (2005)
- «Почётный работник науки и техники» (2006)
- «Почётный работник гидрометеослужбы России»
- Знак «Отличнику здравоохранения» (2005)
- «Почётный гражданин Удмуртской Республики» (2010)
- Почётный гражданин Пензенской области (10 июня 2020) — за особые заслуги перед Пензенской областью и ее населением
- «Заслуженный строитель Удмуртской Республики» (2004)[10]
- Почётный гражданин Кизнерского района Удмуртской республики (2015)
- Почётный гражданин Камбарского района Удмуртской Республики (2014)
- Почётный гражданин Почепского района Брянской области (2009)
- «Почётный гражданин Краснопартизанского района Саратовской области».
- «Почётный профессор Ижевского государственного технического университета имени М. Т. Калашникова» (2014)[11]
- «Заслуженный строитель Пензенской области».
- Почётный знак «За заслуги перед Кировской областью»
- Медаль ордена «За заслуги перед Пензенской областью» (2013)
- Медаль «За отличие в соревнованиях» I место (18 февраля 2016) — за заслуги в развитии физической культуры и спорта, высокие результаты, достигнутые в ходе спортивных соревнований[12]
- Большое количество наград общественных и религиозных организаций, ведомственных наград

### Топонимы
- 29 апреля 2021 года мост через реку Сура в центре города Пензы получил название в честь Валерия Капашина[13][14].